# Omiodes fulvicauda
Omiodes fulvicauda là một loài bướm đêm trong họ Crambidae.